# Johann Georg Stintzing
Johann Georg Stintzing (* 28. Dezember 1740 in Mainbernheim; † 13. Juli 1832 in Hamburg) war ein deutscher Weinhändler.

## Leben und Wirken

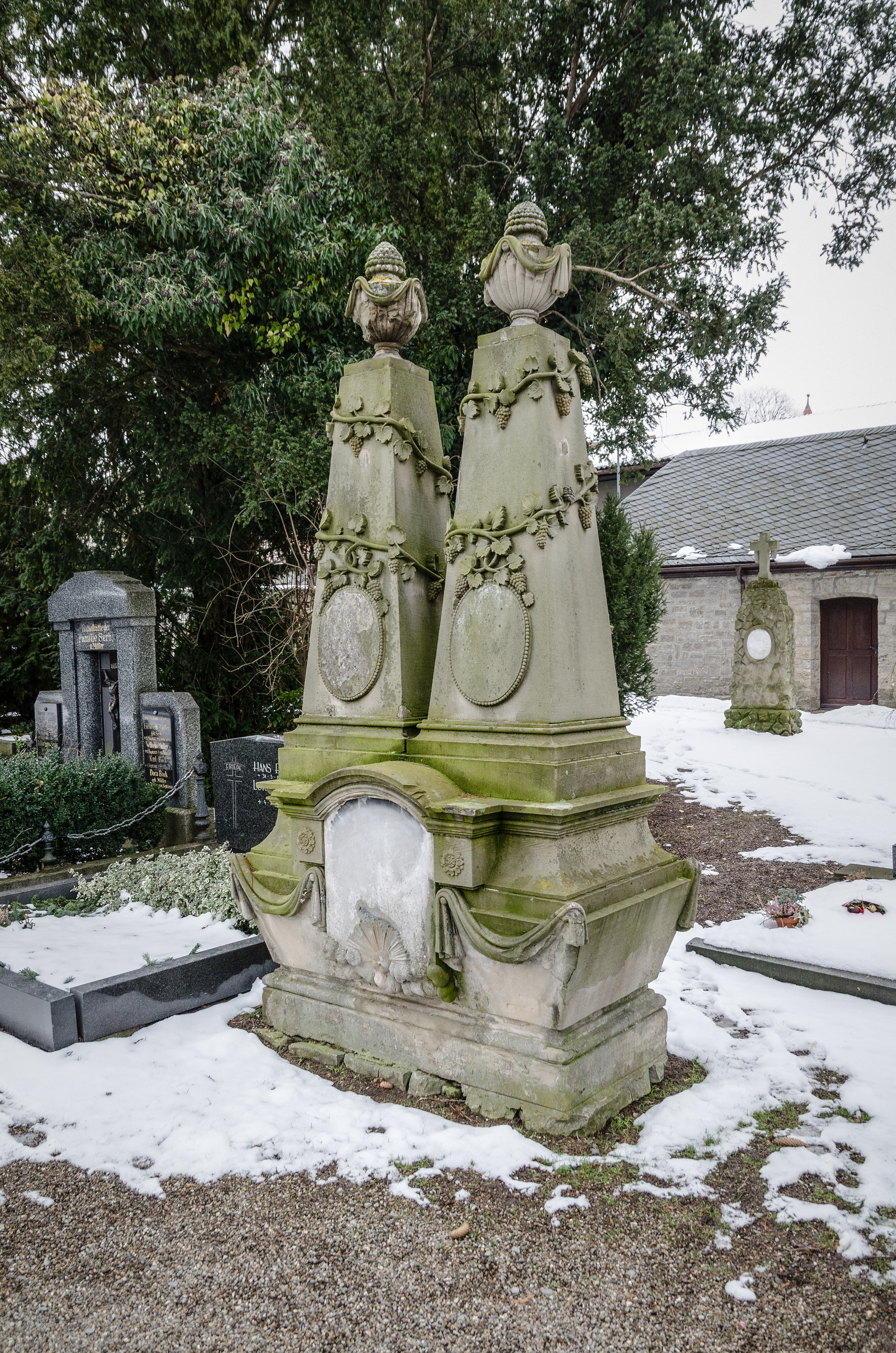
Mit Weinreben verzierter Doppelobelisk als Kenotaph der Weinhändler Stintzing in Mainbernheim

Johann Georg Stintzing war der Sohn eines Büttnermeisters aus Unterfranken. Im Alter von 22 Jahren zog er nach Hamburg. Hier arbeitete er von 1763 bis 1774 im Ratsweinkeller und war bei Dienstende ältester Geselle. Im Mai 1774 kündigte er, um sich selbstständig zu machen. Da er zu großzügig Wein ausgeschenkt und Weinzettel vergeben und die Stadt Hamburg somit geschädigt hatte, kam dem  Ratsweinkeller die Kündigung sehr gelegen.
Da Stintzing am 14. Juni 1775 das Hamburger Bürgerrecht erwarb und am 1. Mai 1778 zum Großbürger ernannt wurde, ist davon auszugehen, dass er seine Weinhandlung erfolgreich führte. Als erstes Grundstück kaufte er ein Bauerbe am Hopfensack. 1782 zog er von dort auf ein größeres Grundstück am Grimm, wo er lebenslang in einem Haus wohnte, das ein Lager und ein „Comptoir“ umfasste. Seinen Haushalt führte Margarethe Hesse aus Mainbernheim, deren Vater dort als Advokat arbeitete. Beide lebten dort bis zu Hesses Tod am 9. Februar 1827, heirateten jedoch nicht. Ihr Grab, das Stintzing für beide erstanden hatte, befindet sich auf dem Catharinen-Friedhof.
Stintzing bezog Weine, die Hamburg auf dem Landweg oder per Schiff erreichten. Neben dem Vertrieb in Hamburg und Umland verkaufte er sie auch nach Amerika und Archangelsk weiter. Am 8. Januar 1777 wählte das Amt der Weinverlasser und Fassbinder, das seinerzeit als Qualitätsnachweis galt, Stintzing zum Mitmeister. Auf die Wahl zum Probemeister am 20. April 1787 folgte am 1. Mai 1789 die Wahl zum Beisitzer. Er hätte auch Ältermann werden können, was er wahrscheinlich aufgrund des damit verbundenen Zeitaufwands ablehnte.
1799 kam es zur sogenannten „Hamburger Handelskrise“. Da Stintzing dem im Oktober 1800 in Hamburg weilenden Lord Nelson sechs Dutzend Flaschen Rheinwein von 1625 schenken wollte, hatte ihm die Wirtschaftskrise wahrscheinlich nicht geschadet. Nelson lehnte das Geschenk, das als Zeichen höchster Verehrung gedacht war, jedoch ab. Er wolle nur sechs Flaschen annehmen und dies auch nur tun, wenn Stintzing mit ihm am nächsten Tag gemeinsam esse würde, so der Admiral. Stintzing erwiderte, dass er zu der Mahlzeit nur erscheinen werde, wenn Nelson mindestens ein Dutzend Flaschen behielte. Nelson willigte ein und sagte, dass er sechs der Flaschen sorgsam für sechs zukünftige Siege aufbewahren werde. Ob er den Wein tatsächlich vor seinem Tod trank, ist nicht bekannt.
1805 zerstörten Hagelstürme die Weinreben in Stintzings Geburtsort Mainbernheim. Der Weinhändler, der seit 1786 der Patriotischen Gesellschaft von 1765 angehörte, wollte mit seinem Vermögen helfen, die dadurch entstandene Not zu lindern. Er orientierte sich dabei an der Allgemeinen Armenanstalt in Hamburg. Daher stiftete er 1000 Gulden für die „Handelsmann Stintzingsche Armen-Arbeits-Anstalt“. Diese erwarb Flachs, Wolle und andere Materialien für Bedürftige, die daraus Garnen spinnen sollten. Sie produzierten somit die Vormaterialien für Weber und Tuchmacher. Die Erlöse aus deren Tuchverkäufen sollten in den Fonds zurückfließen und somit für den Fortbestand der Stiftung sorgen. Die Einrichtung bestand bis zur großen Inflation Anfang der 1920er Jahre, die das Stiftungsvermögen aufzehrte.
Die Hamburger Franzosenzeit, insbesondere nach 1813, hatte große Auswirkungen auf Johann Georg Stintzings Leben und Geschäft. Nachdem die Stadt Hamburg die Kontributionen von Napoleon Bonapartes nicht in fristgerecht gezahlt hatte, inhaftierten die französischen Besatzer Stintzing in Harburg. Der über 70-jährige Weinhändler musste seine Vorräte in Hamburg abgeben und konnte seinem Geschäft nicht mehr nachgehen. Er verlor einen bedeutenden Teil seines Vermögens und erreichte auch nach dem Ende der Besatzung 1814 nicht mehr vorherige Geschäftserfolge. Trotzdem stiftete er 1820 1000 Mark für das bis 1823 errichtete AK St. Georg. Außerdem spendete er für die jährliche Kollekte der Niederländischen Armen-Casse.
Am 23. Juni 1824 schrieb Stintzing sein Testament. Als Universalerben setzte er neun seiner Neffen und Nichten ein. Der Großteil des Vermögens bestand aus den Weinvorräten, die meisten davon Weißweine. Die alten Weine, darunter Binger Schloßberg von 1682 oder Rüdesheimer Jahrgang 1696, machten die Erben jedoch später nicht reich: Nach dem Tod des Weinhändlers 1832 bevorzugten die Kunden junge Rotweine aus Bordeaux; Stintzlings Weißweine galten aus „subtil“. Während er selbst kalkuliert hatte, vier bis fünf Mark Courant pro Flasche erlösen zu können, konnten die Erben sie nur für weniger als zwölf Schilling verkaufen.
Stintzing setzte sich ein monumentales Kenotaph auf dem Alten Friedhof in Mainbernheim gemeinsam mit seinem Bruder, dem Lübecker Weinhändler Georg Friedrich Stintzing († 1800). Sein Neffe Georg Friedrich Stintzing (1793–1835) war Advokat und Ratsherr der Hansestadt Lübeck.